# (5790) Nagasaki
(5790) Nagasaki ist ein Asteroid des Hauptgürtels, der am 17. Oktober 1960 vom niederländischen Astronomenehepaar Cornelis Johannes van Houten und Ingrid van Houten-Groeneveld im Rahmen des Palomar-Leiden-Survey am Palomar-Observatorium (IAU-Code 675) auf dem Gipfel des 1706 Meter hohen Palomar Mountain etwa 80 Kilometer nordöstlich von San Diego in Kalifornien entdeckt wurde, bei dem von Tom Gehrels mit dem 120-cm-Oschin-Schmidt-Teleskop des Palomar-Observatoriums aufgenommene Feldplatten an der Universität Leiden durchmustert wurden.
(5790) Nagasaki gehört zur Astraea-Familie, einer Gruppe von Asteroiden, die nach (5) Astraea benannt ist.
Der Himmelskörper wurde nach der Stadt Nagasaki in der Präfektur Nagasaki auf Kyūshū, der drittgrößten Insel Japans benannt, die als Ziel des zweiten kriegerischen Kernwaffeneinsatzes am 9. August 1945 weltweit bekannt wurde.